# 中国纺织工程学会
中国纺织工程学会是中华人民共和国纺织科技工作者组成的群众性学术团体，是中国科学技术协会主管的社会团体，前身是1930年4月在上海成立的中国纺织学会。